# William Alexander Forbes
William Alexander Forbes (25 juin 1855 - 14 janvier 1883) est un zoologiste britannique. 

## Biographie
William Alexander Forbes est le fils du collectionneur James Staats Forbes (1823-1904) et le cousin du peintre Stanhope Forbes.
Il fait ses études au St John's College de Cambridge. En 1879, il est nommé procureur de la Zoological Society of London à la suite de la mort d'Alfred Henry Garrod, qui était son ami. Il se spécialise dans l'anatomie et écrit des publications reconnues sur la structure musculaire et les organes vocaux des oiseaux.
En 1880, Forbes visite  la forêt de Pernambuco, au Brésil, et publie un compte rendu de son voyage dans The Ibis en 1881. En 1882, il se rend en Afrique de l’Ouest pour y étudier la faune locale, entamant son périple au delta du Niger. Il tombe malade peu de temps après Noël et meurt à Shonga.
Plusieurs espèces ont été nommées en son honneur comme le Quiscale de Forbes Curaeus forbesi, le Milan de Forbes Leptodon forbesi et le Pluvier de Forbes Charadrius forbesi.